# BMW S85

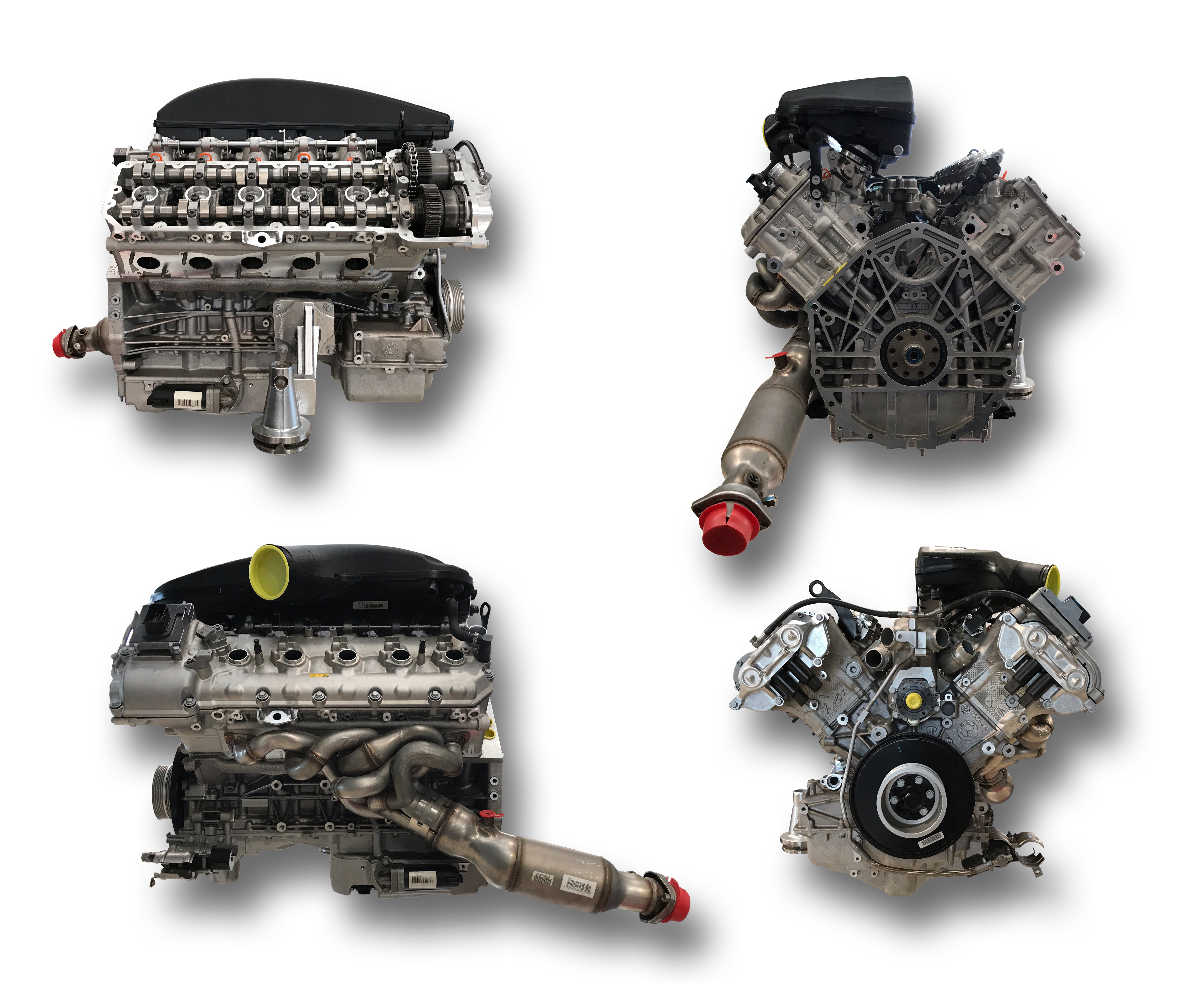
Виды сбоку

BMW S85 — бензиновый двигатель внутреннего сгорания немецкого автоконцерна BMW. Производился с 2005 по 2010 год. Пришёл на смену двигателю BMW S62. Впервые был представлен на BMW M5 (E60).
Поскольку S85 был первым десятицилиндровым двигателем компании BMW, ему был присвоен новый индекс. 60-е индексы присваивались двигателям V8, а 70-е — V12. На базе BMW S85 также выпускался восьмицилиндровый двигатель BMW S65. Двигатель получил премию Двигатель года в 2005 году.
Двигатель устанавливался на автомобили BMW E60/E61, BMW E63 и BMW E64. В нём использовалась система Double VANOS на распределительных валах.

## Технические характеристики
| Тип    | Годы производства | Объём    | Мощность                            | Крутящий момент         |
| ------ | ----------------- | -------- | ----------------------------------- | ----------------------- |
| S85B50 | 2005—2010         | 4999 см3 | 373 кВт (507 л. с.) при 7500 об/мин | 520 Н*м при 6100 об/мин |